# Michal Bortel
Michal Bortel (* 9. května 1981 Přílepy) je český právník a sociálnědemokratický politik. V letech 2006–2007 byl starostou městské části Brno-střed, působil také jako asistent poslanců Zdeňka Koudelky, Silvy Černohorské (2008–2009) a Michala Pohanky (2006–2007).

## Vzdělání
V letech 1987–1992 navštěvoval ZŠ T. G. M. v Bystřici pod Hostýnem. Poté v letech 1992 až 2000 absolvoval osmileté Gymnázium Ladislava Jaroše v Holešově.
V letech 2000–2001 studoval Filozofickou fakultu Univerzity Palackého, obor politologie a evropská studia (magisterské studium), které nedokončil. Po úspěšných přijímacích zkouškách byl v letech 2000–2005 posluchačem Právnické fakulty Masarykovy univerzity, kde získal titul magistra. Ve své diplomové práci na téma „Právní předpisy samosprávy“ jako první popsal práva občanů kraje, a to že každý občan ČR disponuje zákonodárnou iniciativou prostřednictvím krajských zastupitelstev podle zákona o krajích. Po dokončení studia práv studoval v letech 2005–2007 obor veřejná správa v magisterském navazujícím programu na Ekonomicko-správní fakultě MU (studií zanechal). Od podzimu 2008 byl posluchačem Fakulty sociálních studií MU v oboru Bezpečnostní a strategická studia v magisterském navazujícím programu. Studium však nedokončil, jeho magisterská práce byla hodnocena jako nevyhovující. V lednu 2009 vykonal rigorózní zkoušku na Právnické fakultě MU a získal titul doktora práv.

## Politika
V období od 2. listopadu 2002 do 5. února 2008 byl zastupitelem městské části Brno-střed. Ve volebním období 2004 až 2008 působil jako člen Zastupitelstva Jihomoravského kraje za ČSSD. Na jeho návrh předložilo Zastupitelstvo Jihomoravského kraje Poslanecké sněmovně návrh zákona o krajském referendu, který předtím sám vypracoval. V letech 2005–2006 pracoval pro ministerstvo zdravotnictví ČR jako poradce.
Dne 3. listopadu 2006 byl za ČSSD zvolen starostou městské části Brno-střed. V radniční koalici působila jeho strana společně s ODS, avšak ČSSD byla v menšině v poměru 3:8. Jeho funkční období bylo provázeno různými skandály (mj. i problémy s alkoholem), sám Bortel však tisk kritizoval a proti deníku Rovnost podnikl právní kroky na ochranu osobnosti.[zdroj⁠?!] S jeho působením ale nebyla spokojena ani koaliční ODS, jejíž zastupitelé chtěli na konci roku 2007 jednat o jeho odvolání. Na jednání zastupitelstva 17. prosince 2007 Bortel rezignoval na funkci starosty.
Od listopadu 2009 do března 2012 pracoval jako asistent poslankyně Evropského parlamentu Zuzany Brzobohaté. Zákon o advokacii však zakazuje jakýkoliv pracovněprávní vztah, nesouvisející přímo s výkonem povolání advokáta, proto měl pro období výkonu práce na pozici asistenta požádat o pozastavení členství advokáta. Protože tak neučinil, uvedl Českou advokátní komoru v omyl. Za to mu hrozilo vyloučení z advokátní komory.

### Další aktivity
- 2001–2007 spoluzakladatel a místopředseda Unie evropských federalistů v ČR[1]
- 12/2003–9/2004 místopředseda Mladých sociálních demokratů[1]
- 1/2005–1/2007 předseda místní organizace 01 ČSSD Brno-střed

## Sportovní kariéra
V mládí se věnoval silovému trojboji:
- 17. 5. 1997 – 3. místo na Mistrovství ČR dorostu (do 18 let) v silovém trojboji (kategorie do 82,5 kg) – 2. vicemistr ČR
- 21. 3. 1998 – 1. místo na Mistrovství ČR dorostu (do 18 let) v silovém trojboji (kategorie do 90 kg) – mistr ČR
- 17. 5. 1998 – 2. místo na Mistrovství ČR juniorů (od 18 do 23 let) v silovém trojboji (kategorie do 90 kg) – vicemistr ČR
- 16. 5. 1999 – 1. místo na Mistrovství ČR dorostu (do 18 let) v silovém trojboji (kategorie do 100 kg) – mistr ČR[2]